# Длуґі-Конт (Сілезьке воєводство)
Длуґі-Конт (пол. Długi Kąt) — село в Польщі, у гміні Вренчиця-Велька Клобуцького повіту Сілезького воєводства.
Населення — 468 осіб (2011).
У 1975-1998 роках село належало до Ченстоховського воєводства.

## Демографія
Демографічна структура станом на 31 березня 2011 року:
|          | Загалом | Допрацездатний вік | Працездатний вік | Постпрацездатний вік |
| -------- | ------- | ------------------ | ---------------- | -------------------- |
| Чоловіки | 227     | 54                 | 144              | 29                   |
| Жінки    | 241     | 46                 | 130              | 65                   |
| Разом    | 468     | 100                | 274              | 94                   |